# British Invasion
British Invasion (Cuộc xâm lăng của nước Anh) là khái niệm để chỉ sự xuất hiện và trở nên phổ biến trong âm nhạc Mỹ của các nghệ sĩ tới từ nước Anh vào nửa đầu những năm 60 của thế kỷ 20.

## Bối cảnh
Rock and Roll và blues trở nên phổ biến với giới trẻ Anh từ những năm 50. Trong khi những nỗ lực về mặt thương mại nhằm xây dựng một hình ảnh rock and roll mang tính Mỹ nhanh chóng thất bại, trad jazz lấy cảm hứng từ nhạc skiffle sớm lấy được lòng người Anh và sau này trở thành hạt nhân của "cuộc xâm lăng". Lonnie Donegan, một nghệ sĩ chơi nhạc skiffle nổi tiếng tại Anh, có ngay một ca khúc "Rock Island Line" nằm trong Top 20 của Mỹ từ những năm 50, sau đó là "Does Your Chewing Gum Lose Its Flavour (On the Bedpost Overnight?)" vào năm 1961. Hàng loạt các ban nhạc của Anh ra đời theo phong cách pha trộn giữa âm nhạc Anh và Mỹ. Chúng bùng nổ ở Liverpool, cái nôi của Mersey Beat. Năm 1962, "Telstar" của The Tornado trở thành ca khúc đầu tiên của Anh là đĩa đơn đứng đầu tại Mỹ. Cùng năm đó, tam ca The Springfields với sự góp mặt của Dusty Springfield cũng có mặt tại Top 20.

## Cuộc xâm lăng
Ngày 10 tháng 12 năm 1963, chương trình CBS Evening News đề cập tới Beatlemania ở Anh, cùng với đó chiếu ca khúc đình đám "She Loves You". Sau khi xem xong, cô bé 15 tuổi Marsha Albert từ Maryland viết bức thư hỏi DJ Caroll James "tại sao chúng ta không có thứ nhạc đó tại Mỹ?" Ngày 17 tháng 12, James và Albert cùng giới thiệu từ phòng thu ca khúc "I Want to Hold Your Hand". Ngày 26 tháng 12, Capitol Records phát hành ca khúc này 3 tuần trước định hạn. Đây chính là điểm khởi đầu của Beatlemania tại Mỹ. Ngày 24 tháng 1 năm 1964, "I Want to Hold Your Hand" leo một lèo lên vị trí số 1 tại tạp chí Cash Box. Tại Billboard, nó làm được điều tương tự vào ngày 1 tháng 2. Ngày 7 tháng 2, CBS Evening News dùng cụm từ "Cuộc xâm lăng của nước Anh" là "khái niệm Beatlemania tại nước Mỹ", cùng với đó là hình ảnh The Beatles xuất hiện tại sân bay JFK, New York. Chỉ 2 ngày sau, họ có mặt trên chương trình The Ed Sullivan Show. Nielsen Ratings ước tính 45% người Mỹ đều theo dõi trực tiếp chương trình đó. Ban nhạc sau đó liên tiếp có những thành công tại đây cho tới khi họ tan rã vào năm 1970.
Dusty Springfield, được tính trong sự nghiệp solo, là nghệ sĩ đầu tiên không phải The Beatles trong thời kỳ "xâm lăng" giành được vị trí quán quân tại Mỹ với ca khúc "I Only Want to Be With You". Cô cũng có nhiều ca khúc xuất sắc khác, mà theo Allmusic bình luận "là ca sĩ da trắng có giọng soul mượt mà nhất vào lúc đó". Lần lượt trong 2 năm tiếp theo, Chad & Jeremy, Peter and Gordon, The Animals, Manfred Mann, Petula Clark, Freddie and the Dreamers, Wayne Fontana and the Mindbenders, Herman's Hermits, The Rolling Stones, The Kinks, The Troggs và Donovan đều có 1 hay nhiều đĩa đơn quán quân. Ngoài ra có thể kể tới Them và The Dave Clark Five. Hiển nhiên, "cuộc xâm lăng" cũng có các thứ hạng cao tại Anh.
Các nghệ sĩ chủ yếu chia làm 2 phong cách chính: blues kiểu rock, hoặc chơi guitar rock/pop. Làn sóng "xâm lăng" thứ hai sau này của The Who và The Zombies lại có những ảnh hưởng của nhạc pop và nhạc rock Mỹ. Thứ âm nhạc của làn sóng "xâm lăng" đầu tiên, mà The Beatles là đại diện tiêu biểu, thì bị ảnh hưởng bởi rock and roll của Mỹ, một thể loại không thực sự phổ thông và chỉ được biết tới nhiều hơn nhờ "cuộc xâm lăng". Những nghệ sĩ người Anh thực tế đã làm sống lại những thể loại nhạc vốn của người da màu Mỹ.
Bộ phim A Hard Day's Night (1964) của The Beatles cùng với những hình ảnh từ con phố mua sắm nổi tiếng Carnaby Street đã khiến người Mỹ đi theo quan điểm âm nhạc và thời trang của người Anh. Thời trang và hình ảnh của The Beatles đã được biết tới sớm bởi thành phần hâm mộ rock and roll tại Mỹ. Phong cách của họ (mặc vest và trang phục lịch lãm) "thách thức phong cách thời trang của đàn ông Mỹ", trong khi âm nhạc của họ thực sự thách thức những ý tưởng ban đầu của rock and roll.
The Rolling Stones được công chúng Mỹ đánh giá như một ban nhạc "khùng" và "nguy hiểm". Họ bắt đầu "cuộc xâm lăng" với những ảnh hưởng từ giai điệu của âm nhạc người da màu, như nhạc rhythm và nhạc blues. Hình ảnh họ tạo ra nhằm tạo nên sự đối lập với những chàng trai của The Beatles – những người xây dựng hình ảnh ban nhạc pop dễ gần và thân thiện. The Stones được ưa chuộng nhiều ở những vùng ngoại ô, chủ yếu là tầng lớp trẻ; họ thường phổ biến thứ giai điệu của nhạc R&B của những người da màu vốn đã bị công chúng Mỹ phớt lờ từ những năm 50.
Sự phổ biến rộng khắp toàn thế giới của nhạc Rock vào khoảng năm 1967 chính thức chấm dứt thời kỳ "xâm lăng".

## Ảnh hưởng
"Cuộc xâm lăng của nước Anh" tạo nên rất nhiều ảnh hưởng rộng khắp. Nó góp phần mang rock and roll phổ biến ở mọi nơi, đưa nước Anh trở thành trung tâm của âm nhạc thế giới, và mở ra thời kỳ thành công vang dội cho vô vàn các nghệ sĩ Anh sau này. Tại Mỹ, "cuộc xâm lăng" chính thức chấm dứt kỷ nguyên của nhạc surf (âm nhạc solo nhạc cụ), các girl group tiền-Motown, nhạc folk, và thứ âm nhạc teen thống trị các bảng xếp hạng trong giai đoạn cuối thập niên 50 đầu thập niên 60. Nó cũng làm hỏng sự nghiệp của vài nghệ sĩ R&B, như Fats Domino hay Chubby Checker, thậm chí làm gián đoạn sự thống trị của vài nghệ sĩ thành danh, chẳng hạn như Elvis Presley. Nó thúc đẩy việc các ban nhạc nghiệp dư đi theo phong cách của "cuộc xâm lăng" – hoàn cảnh của rất nhiều nghệ sĩ Mỹ nhiều thập kỷ sau. "Cuộc xâm lăng" góp phần tạo nên sự phân biệt rõ ràng giữa các thể loại của nhạc rock, cùng với đó là đóng khung hình ảnh của một ban nhạc rock, với guitar và trống làm nhạc cho những sáng tác của chính họ.
Dù rằng khá nhiều nhân vật liên quan tới "cuộc xâm lăng" không tạo ảnh hưởng quá rõ rệt, song rất nhiều trong số họ trở thành những biểu tượng của nhạc rock. Nhiều nghệ sĩ Mỹ có phong cách chơi nhạc vốn tương đồng các nghệ sĩ từ Anh, có thể kể tới The Beach Boys. Nó cũng là chủ đề gây tranh cãi khi làm ảnh hưởng nghiêm trọng tới sự nghiệp của nhiều nghệ sĩ Mỹ-Phi cũng như các nghệ sĩ nữ tại đây. Khá nhiều nghệ sĩ Mỹ cũng tạo ra thứ âm nhạc giống "cuộc xâm lăng", song họ cũng nhấn mạnh không phải ngẫu nhiên mà âm nhạc Anh trở thành thứ gốc rễ cơ bản. Roger McGuinn của The Byrds nói rằng người Mỹ mắc nợ những nghệ sĩ Anh "họ đã chơi nhạc folk như thứ nhạc mà chúng ta vẫn đang chơi".